# Vänergymnasiet Olins Mariestad
Vänergymnasiet Olins Mariestad är en gymnasieskola (friskola) i Mariestad, Mariestads kommun. Skolan hette tidigare Vänergymnasiet, men bytte namn år 2022 när den togs över av Olinsgymnasiet.
Vänergymnasiet är en av Mariestads kommuns två gymnasieskolor (den andra är Vadsbogymnasiet). Skolan utbildar elever inom områdena restaurang- och livsmedel och fordon- och transport.

## Historik
Vänergymnasiet grundades 2002 i Mariestad, och togs över av Olinsgymnasiet år 2022 och fortsatte med samma program som från grundandet.

## Program
- Restaurang- och livsmedelsprogrammet
- Fordons- och transportprogrammet